# Chapultepec Uno
Chapultepec Uno R 509, previamente conocido como Punto Chapultepec, es un rascacielos construido en el predio de Paseo de la Reforma número 509, al lado de la Torre Mayor.
Consiste en un rascacielos que mide 241.6 metros de altura; cuenta con 58 plantas, por lo se convirtió en el cuarto rascacielos más alto de México al momento de su inauguración. Desde 2022 ocupa el quinto lugar, por detrás de la Torre Reforma, la Torre Mítikah, la Torre KOI y la Torre Obispado I.

## Edificios anteriores
- Torre Reforma 509, su nombre comercial es Chapultepec Uno R 509.